# Základní škola Vyškov, Nádražní 5
ZŠ Nádražní 5 je škola ležící blízko centra Vyškova na křižovatce ulic Nádražní a Dukelská.

## Historie
V roce 1884 podal Dr. Ctibor Helcelet žádost u zemské školní rady v Brně o zřízení české chlapecké měšťanské školy ve Vyškově. Žádosti bylo vyhověno, avšak tato škola byla trnem v oku zdejším německým občanům, a proto byla strážníky uzavřena. Městská rada na základě usnesení v roce 1905 zakročila a usnesla se na postavení nové školní budovy. 
Budova školy byla postavena v letech 1907–1908 podle projektu olomouckého architekta Václava Wittnera a slavnostně vysvěcena olomouckým arcibiskupem ThDr. Františkem Bauerem dne 14. června 1908. Již 1. září se sem přestěhovaly Chlapecká měšťanská škola a Dívčí měšťanská škola, které zůstaly spojeny až do školního roku 1919/20. V budově rovněž sídlily školy obchodní a městské muzeum.

V létě roku 2007 byla provedena oprava fasády.

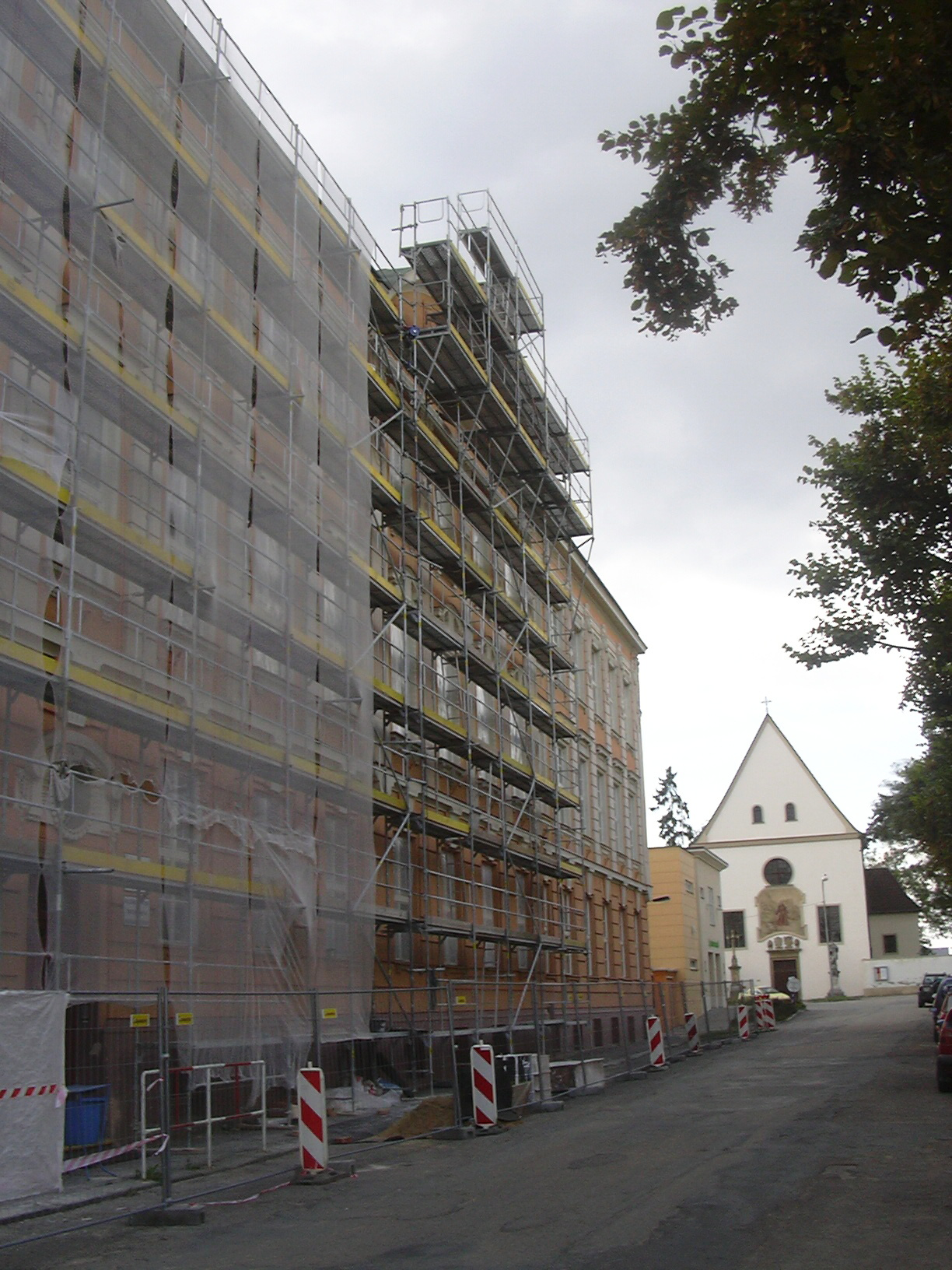
Nová fasáda léto 2007